# Ole Einar Martinsen
Ole Einar Martinsen (11 marzo 1967) è un allenatore di calcio ed ex calciatore norvegese, di ruolo difensore.

## Carriera

### Club
Martinsen ha cominciato la carriera con la maglia dell'Eidsvold Turn, per cui ha giocato 73 incontri tra il 1984 e il 1987. Nel 1988 è passato al Kongsvinger, dove ha esordito in 1. divisjon – all'epoca massimo livello del campionato norvegese – in data 2 maggio, schierato titolare nella sconfitta per 1-0 contro il Sogndal. Il 9 ottobre dello stesso anno ha segnato la prima rete: ha realizzato il gol della bandiera nella sconfitta per 4-1 contro il Molde. È rimasto in squadra per cinque stagioni.
Nel 1993 si è trasferito al Rosenborg. Ha debuttato il 2 maggio, nel successo per 1-0 sul Lyn Oslo. L'8 agosto ha trovato la prima rete in campionato, nel successo per 2-3 maturato sul campo del Lillestrøm. A fine stagione, il Rosenborg ha conquistato il titolo.
Nel 1994 ha fatto ritorno al Kongsvinger, restandovi per tre stagioni. Successivamente è passato al Lillestrøm, squadra per cui ha giocato il primo incontro il 12 aprile 1997, nella sconfitta per 4-1 contro lo Stabæk. Nel 1999 è tornato ancora al Kongsvinger.
Nel 2003, Martinsen è passato al Larvik, dove ha ricoperto anche il ruolo di allenatore-giocatore. Dal 2004 al 2006 è stato in forza al Langesund/Stathelle. I due club si sono poi scorporati e Martinsen ha continuato a giocare per lo Stathelle.

### Nazionale
Martinsen ha giocato 2 incontri per la Norvegia. Ha esordito il 2 dicembre 1992, nella sconfitta per 2-1 contro la Cina, in un incontro amichevole.

## Statistiche

### Presenze e reti nei club
| Stagione                   | Club                       | Campionato                 | Campionato | Campionato | Coppe nazionali | Coppe nazionali | Coppe nazionali | Coppe continentali | Coppe continentali | Coppe continentali | Supercoppe | Supercoppe | Supercoppe | Totale | Totale |
| Stagione                   | Club                       | Comp                       | Pres       | Reti       | Comp            | Pres            | Reti            | Comp               | Pres               | Reti               | Comp       | Pres       | Reti       | Pres   | Reti   |
| -------------------------- | -------------------------- | -------------------------- | ---------- | ---------- | --------------- | --------------- | --------------- | ------------------ | ------------------ | ------------------ | ---------- | ---------- | ---------- | ------ | ------ |
| 1984                       | Eidsvold Turn              | 4D                         | ?          | ?          | CN              | ?               | ?               | -                  | -                  | -                  | -          | -          | -          | ?      | ?      |
| 1985                       | Eidsvold Turn              | 4D                         | ?          | ?          | CN              | ?               | ?               | -                  | -                  | -                  | -          | -          | -          | ?      | ?      |
| 1986                       | Eidsvold Turn              | 4D                         | ?          | ?          | CN              | ?               | ?               | -                  | -                  | -                  | -          | -          | -          | ?      | ?      |
| 1987                       | Eidsvold Turn              | 4D                         | ?          | ?          | CN              | ?               | ?               | -                  | -                  | -                  | -          | -          | -          | ?      | ?      |
| Totale Eidsvold Turn       | Totale Eidsvold Turn       | Totale Eidsvold Turn       | ?          | ?          |                 | ?               | ?               |                    | -                  | -                  |            | -          | -          | ?      | ?      |
| 1988                       | Kongsvinger                | 1D                         | 19         | 1          | CN              | ?               | ?               | -                  | -                  | -                  | -          | -          | -          | 19+    | 1+     |
| 1989                       | Kongsvinger                | 1D                         | 20         | 1          | CN              | ?               | ?               | -                  | -                  | -                  | -          | -          | -          | 20+    | 1+     |
| 1990                       | Kongsvinger                | 1D                         | 21         | 7          | CN              | 4               | 0               | -                  | -                  | -                  | -          | -          | -          | 25     | 7      |
| 1991                       | Kongsvinger                | ES                         | 22         | 4          | CN              | 4               | 1               | -                  | -                  | -                  | -          | -          | -          | 26     | 5      |
| 1992                       | Kongsvinger                | ES                         | 21         | 5          | CN              | 6               | 1               | -                  | -                  | -                  | -          | -          | -          | 27     | 6      |
| 1993                       | Rosenborg                  | ES                         | 20         | 1          | CN              | 4               | 1               | UCL                | 4                  | 0                  | -          | -          | -          | 28     | 2      |
| 1994                       | Kongsvinger                | ES                         | 17         | 1          | CN              | 3               | 0               | -                  | -                  | -                  | -          | -          | -          | 20     | 1      |
| 1995                       | Kongsvinger                | ES                         | 23         | 2          | CN              | 4               | 3               | -                  | -                  | -                  | -          | -          | -          | 27     | 5      |
| 1996                       | Kongsvinger                | ES                         | 26         | 0          | CN              | 7               | 0               | -                  | -                  | -                  | -          | -          | -          | 33     | 0      |
| 1997                       | Lillestrøm                 | ES                         | 15         | 0          | CN              | ?               | ?               | -                  | -                  | -                  | -          | -          | -          | 15+    | 0+     |
| 1998                       | Lillestrøm                 | ES                         | 24         | 0          | CN              | ?               | ?               | -                  | -                  | -                  | -          | -          | -          | 24+    | 0+     |
| Totale Lillestrøm          | Totale Lillestrøm          | Totale Lillestrøm          | 39         | 0          |                 | ?               | ?               |                    | -                  | -                  |            | -          | -          | 39+    | 0+     |
| 1999                       | Kongsvinger                | ES                         | 19         | 0          | CN              | 2               | 0               | -                  | -                  | -                  | -          | -          | -          | 21     | 0      |
| 2000                       | Kongsvinger                | 1D                         | 19         | 0          | CN              | 1               | 0               | -                  | -                  | -                  | -          | -          | -          | 20     | 0      |
| 2001                       | Kongsvinger                | 1D                         | 10         | 0          | CN              | 1               | 0               | -                  | -                  | -                  | -          | -          | -          | 11     | 0      |
| 2002                       | Kongsvinger                | 2D                         | 20         | 1          | CN              | 1               | 0               | -                  | -                  | -                  | -          | -          | -          | 21     | 1      |
| Totale Kongsvinger         | Totale Kongsvinger         | Totale Kongsvinger         | ?          | ?          |                 | ?               | ?               |                    | -                  | -                  |            | -          | -          | ?      | ?      |
| 2003                       | Larvik                     | 2D                         | ?          | ?          | CN              | ?               | ?               | -                  | -                  | -                  | -          | -          | -          | ?      | ?      |
| 2004                       | Langesund/Stathelle        | 3D                         | ?          | ?          | CN              | ?               | ?               | -                  | -                  | -                  | -          | -          | -          | ?      | ?      |
| 2005                       | Langesund/Stathelle        | 3D                         | ?          | ?          | CN              | ?               | ?               | -                  | -                  | -                  | -          | -          | -          | ?      | ?      |
| 2006                       | Langesund/Stathelle        | 3D                         | ?          | ?          | -               | -               | -               | -                  | -                  | -                  | -          | -          | -          | ?      | ?      |
| Totale Langesund/Stathelle | Totale Langesund/Stathelle | Totale Langesund/Stathelle | ?          | ?          |                 | ?               | ?               |                    | -                  | -                  |            | -          | -          | ?      | ?      |
| 2007                       | Stathelle                  | 5D                         | ?          | ?          | -               | -               | -               | -                  | -                  | -                  | -          | -          | -          | ?      | ?      |
| 2008                       | Stathelle                  | 4D                         | ?          | ?          | -               | -               | -               | -                  | -                  | -                  | -          | -          | -          | ?      | ?      |
| Totale Stathelle           | Totale Stathelle           | Totale Stathelle           | ?          | ?          |                 | -               | -               |                    | -                  | -                  |            | -          | -          | ?      | ?      |
| Totale                     | Totale                     | Totale                     | 93         | 0          |                 | 11              | 0               |                    | 9                  | 1                  |            | -          | -          | 113    | 1      |

### Cronologia presenze e reti in Nazionale
| Cronologia completa delle presenze e delle reti in nazionale ― Norvegia | Cronologia completa delle presenze e delle reti in nazionale ― Norvegia | Cronologia completa delle presenze e delle reti in nazionale ― Norvegia | Cronologia completa delle presenze e delle reti in nazionale ― Norvegia | Cronologia completa delle presenze e delle reti in nazionale ― Norvegia | Cronologia completa delle presenze e delle reti in nazionale ― Norvegia | Cronologia completa delle presenze e delle reti in nazionale ― Norvegia | Cronologia completa delle presenze e delle reti in nazionale ― Norvegia |
| Data                                                                    | Città                                                                   | In casa                                                                 | Risultato                                                               | Ospiti                                                                  | Competizione                                                            | Reti                                                                    | Note                                                                    |
| ----------------------------------------------------------------------- | ----------------------------------------------------------------------- | ----------------------------------------------------------------------- | ----------------------------------------------------------------------- | ----------------------------------------------------------------------- | ----------------------------------------------------------------------- | ----------------------------------------------------------------------- | ----------------------------------------------------------------------- |
| 2-12-1992                                                               | Canton                                                                  | Cina                                                                    | 2 – 1                                                                   | Norvegia                                                                | Amichevole                                                              | -                                                                       |                                                                         |
| 11-8-1993                                                               | Toftir                                                                  | Fær Øer                                                                 | 0 – 7                                                                   | Norvegia                                                                | Amichevole                                                              | -                                                                       |                                                                         |
| Totale                                                                  |                                                                         | Presenze                                                                | 2                                                                       |                                                                         | Reti                                                                    | 0                                                                       |                                                                         |

## Palmarès

### Club

#### Competizioni nazionali
- Campionato norvegese: 1

Rosenborg: 1993